# Образ (дизайн)
О́браз — у методах дизайну — нечітко визначений термін, який означає уточнений в математичних формах (геометричній, функційній чи логічній) спосіб залежності між отриманими даними та певними параметрами системи. Це зокрема може бути статистично отримана залежність між двома чи більше змінними.
Знаходження таких образів, розпізнавання їх у великій кількості даних є одним із завдань досліджень та статистичного
аналізу даних.